# Azumino
Azumino (japanisch 安曇野市 Azumino-shi) ist eine kreisfreie Stadt im Zentrum der Präfektur Nagano auf der japanischen Hauptinsel Honshū.

## Geschichte
Die Stadt Azumino wurde am 1. Oktober 2005 aus den ehemaligen Gemeinden Toyoshina, Hotaka, Misato und Horigane gegründet.

## Verkehr
- Straße:
  - Nagano-Autobahn
  - Nationalstraße 19: nach Nagano und Nagoya
  - Nationalstraße 143, 147, 407
- Zug:
  - JR Oito-Linie: nach Itoigawa
  - JR Shinonoi-Linie: nach Shiojiri und Nagano

## Sehenswürdigkeiten

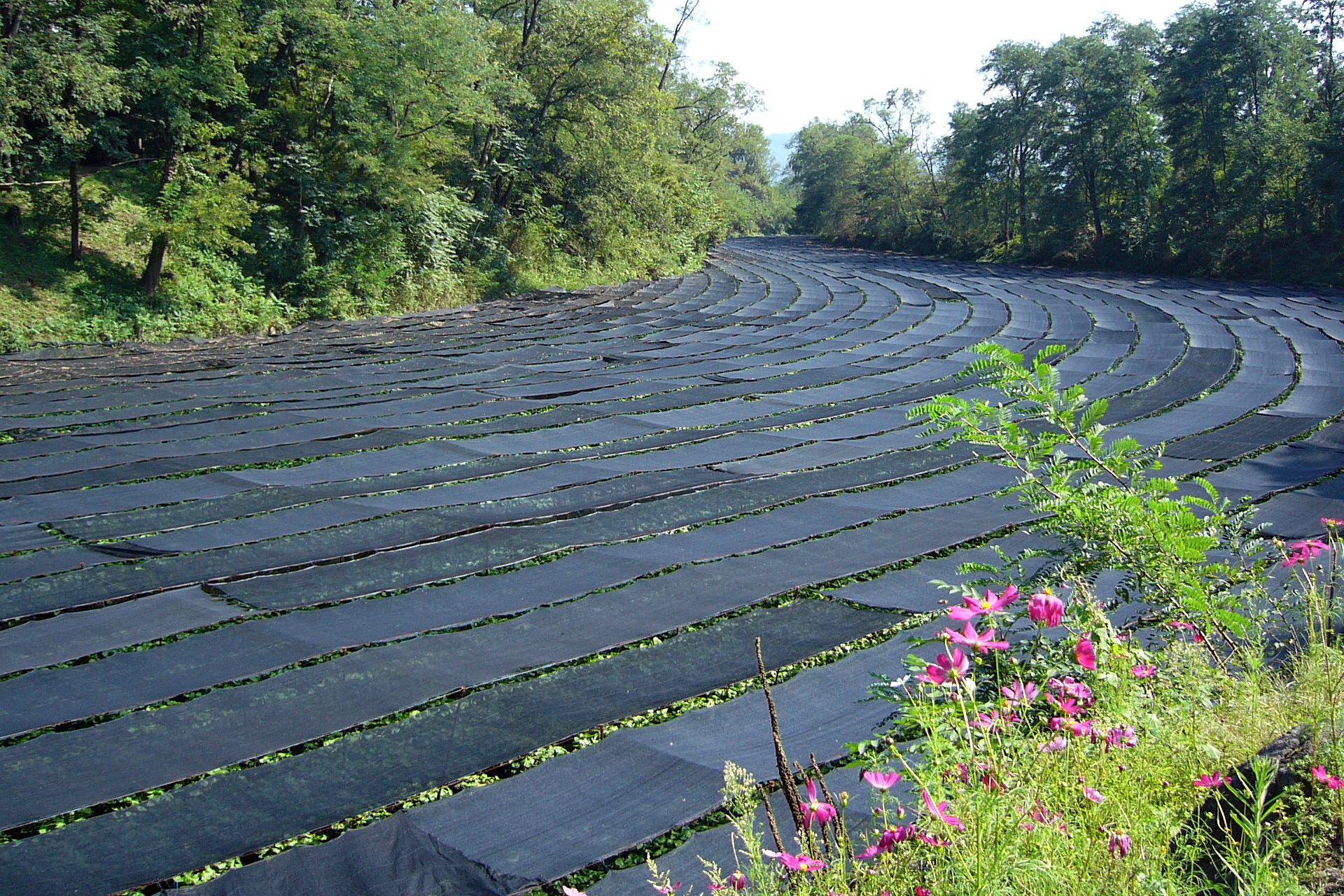
Daiō wasabi farm

- Daiō wasabi farm (大王わさび農場)

## Städtepartnerschaften
- Kramsach, seit 1989[1][2]

## Angrenzende Städte und Gemeinden
- Matsumoto
- Omachi

## Ansässige Firmen
- ALTUS Co.Ltd. (Präsident Shuichi Tanaka), Flötenmanufaktur
- AZUMI Instrumentenbauer, benannt nach den Einwohnern Azuminos

## Söhne und Töchter der Stadt
- Shōgo Asada (* 1998), Fußballspieler
- Hanamura Shirō (1891–1963), Rechtsanwalt und Politiker
- Ogiwara Rokuzan (1879–1910), Bildhauer
- Kiyosawa Kiyoshi (1890–1945), Journalist

## Weblinks

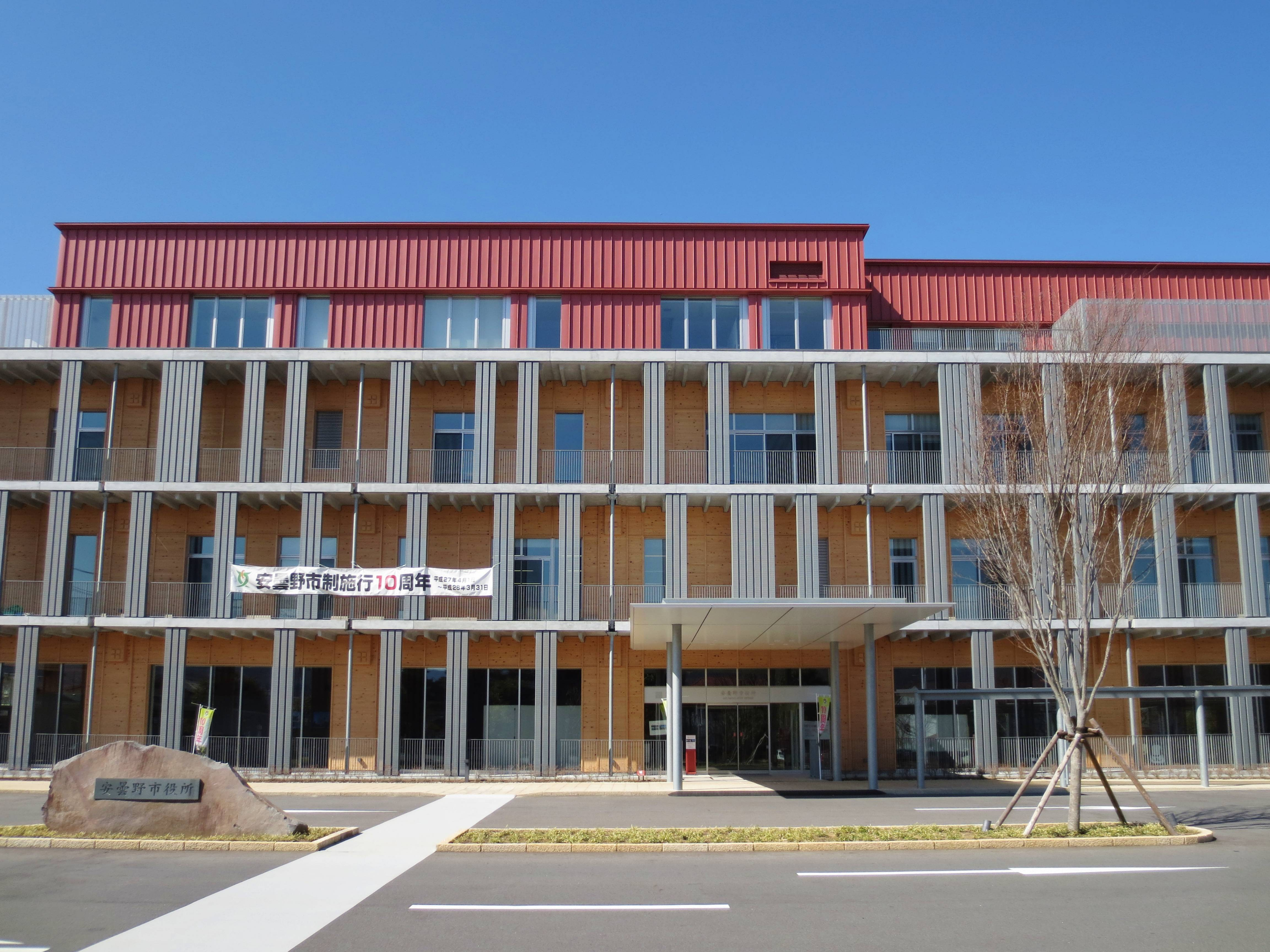
Rathaus